# 胡瑞峰
胡瑞峰（1967年—），内蒙古阿拉善左旗人，蒙古族，中华人民共和国政治人物、第十二届全国人民代表大会内蒙古地区代表。
毕业于包头医学院临床医学专业，加入中国国民党革命委员会。2013年，被选为全国人大代表。